# La Forêt-Auvray
La Forêt-Auvray és un municipi francès situat al departament de l'Orne i a la regió de Normandia. L'any 2007 tenia 198 habitants.

## Demografia

### Població
El 2007 la població de fet de La Forêt-Auvray era de 198 persones. Hi havia 88 famílies de les quals 28 eren unipersonals (20 homes vivint sols i 8 dones vivint soles), 32 parelles sense fills, 24 parelles amb fills i 4 famílies monoparentals amb fills.
La població ha evolucionat segons el següent gràfic:
Habitants censats

### Habitatges
El 2007 hi havia 158 habitatges, 87 eren l'habitatge principal de la família, 53 eren segones residències i 18 estaven desocupats. Tots els 157 habitatges eren cases. Dels 87 habitatges principals, 70 estaven ocupats pels seus propietaris, 15 estaven llogats i ocupats pels llogaters i 2 estaven cedits a títol gratuït; 6 tenien dues cambres, 15 en tenien tres, 32 en tenien quatre i 34 en tenien cinc o més. 50 habitatges disposaven pel capbaix d'una plaça de pàrquing. A 49 habitatges hi havia un automòbil i a 34 n'hi havia dos o més.

### Piràmide de població
La piràmide de població per edats i sexe el 2009 era:
| Homes | Edats   | Dones |
| ----- | ------- | ----- |
| 0     | 95 o +  | 0     |
| 0     | 90 a 94 | 0     |
| 0     | 85 a 89 | 8     |
| 4     | 80 a 84 | 8     |
| 4     | 75 a 79 | 8     |
| 4     | 70 a 74 | 4     |
| 12    | 65 a 69 | 0     |
| 0     | 60 a 64 | 16    |
| 0     | 55 a 59 | 4     |
| 0     | 50 a 54 | 0     |
| 12    | 45 a 49 | 8     |
| 12    | 40 a 44 | 0     |
| 4     | 35 a 39 | 4     |
| 8     | 30 a 34 | 8     |
| 8     | 25 a 29 | 4     |
| 0     | 20 a 24 | 4     |
| 4     | 15 a 19 | 4     |
| 8     | 10 a 14 | 0     |
| 12    | 5 a 9   | 8     |
| 0     | 0 a 4   | 0     |

## Economia
El 2007 la població en edat de treballar era de 116 persones, 75 eren actives i 41 eren inactives. De les 75 persones actives 66 estaven ocupades (43 homes i 23 dones) i 9 estaven aturades (5 homes i 4 dones). De les 41 persones inactives 26 estaven jubilades, 6 estaven estudiant i 9 estaven classificades com a «altres inactius».

### Ingressos
El 2009 a La Forêt-Auvray hi havia 89 unitats fiscals que integraven 184,5 persones, la mediana anual d'ingressos fiscals per persona era de 14.778 €.

### Activitats econòmiques
Dels 4 establiments que hi havia el 2007, 2 eren d'empreses de comerç i reparació d'automòbils, 1 d'una empresa de serveis i 1 d'una entitat de l'administració pública.
L'únic establiment comercial que hi havia el 2009 era una llibreria.
L'any 2000 a La Forêt-Auvray hi havia 19 explotacions agrícoles que ocupaven un total de 680 hectàrees.

## Poblacions més properes
El següent diagrama mostra les poblacions més properes.